# Rue du Retrait
Pour le film de René Féret, voir Rue du retrait (film).
La rue du Retrait est une rue du 20e arrondissement de Paris.

## Situation et accès
La rue est traversée par l'ancien ruisseau de Ménilmontant, aujourd'hui canalisé et devenu une section du Grand Égout.

## Origine du nom
Son nom vient de l'ancien vignoble du Ratrait qui s'y trouvait. Le « retrait », ou ratrait en ancien français, est une reprise au sens juridique. Le lieu-dit dont il est question aurait ainsi fait l'objet d'un tel acte.

## Historique
La voie existe déjà à l'état de chemin sur le cadastre napoléonien établi là en 1812.

## Bâtiments remarquables et lieux de mémoire
- No 13 : école privée catholique Notre-Dame-de-la-Croix[3].
- No 15 : théâtre de Ménilmontant.
- No 16 : ancien atelier de Ferdinand Parpan (1902-2014), sculpteur.
- Au no 29, dans un bâtiment devenu une crèche se trouve la maison natale du chanteur et acteur Maurice Chevalier, né le 12 septembre 1888[4].
- Nos 25-31 : La Terre, une œuvre de Chantal Blanchy.
- Laboratoires d'Électronique et de Physique appliquées entre 1950 et 1962.

La rue comporte de nombreuses fresques d'art urbain, dont le Parc zoologique de Ménilmontant de Jérôme Mesnager et Némo.

## Au cinéma
- 2001 : Rue du Retrait, film de René Féret avec Dominique Marcas.